# Datorkunskap
Datorkunskap var ett skolämne som främst utbildade i hur en dator fungerar och hur den används. Ibland ingick viss utbildning om datornätverk, kringutrustning, programvaror, datasäkerhet och lagstiftning inom dataområdet.

## Sverige
På gymnasienivå var datorkunskap en 50-poängskurs. Skolverkets mål var att kursen skulle ge kunskaper om framförallt persondatorer och datornätverk. Kursen ska också ha skapat möjlighet att använda vissa programvaror för att lösa olika arbetsuppgifter inom vald studieinriktning. 
Sedan 2011 så har kursen datorkunskap på gymnasieskolan ersatts av kursen dator- och nätverksteknik (ibland även kallat dator- och kommunikationsteknik) genom Gy11.